# Vale de São Domingos
Vale de São Domingos is een gemeente in de Braziliaanse deelstaat Mato Grosso. De gemeente telt 2.955 inwoners (schatting 2009).
De gemeente grenst aan Barra do Bugres, Jauru, Pontes e Lacerda, Porto Esperidião en Tangará da Serra.